# Ruprecht von Eggenberg

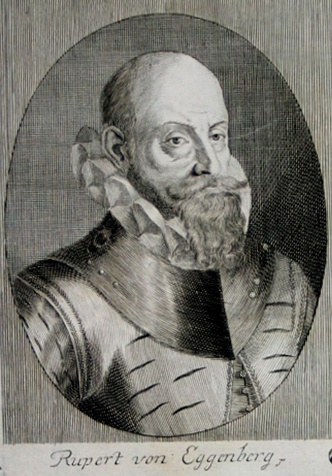
Ruprecht von Eggenberg

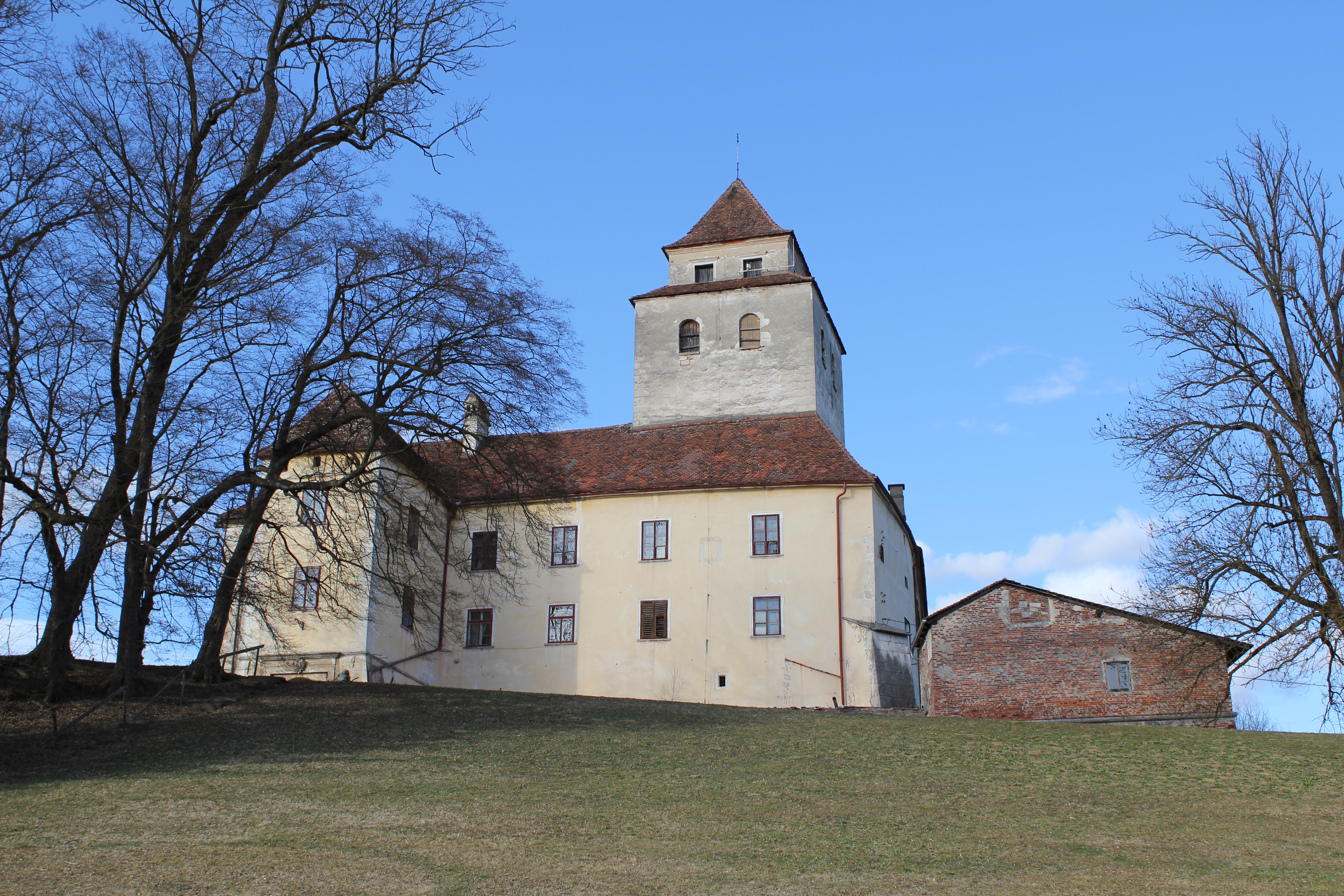
Schloss Ehrenhausen

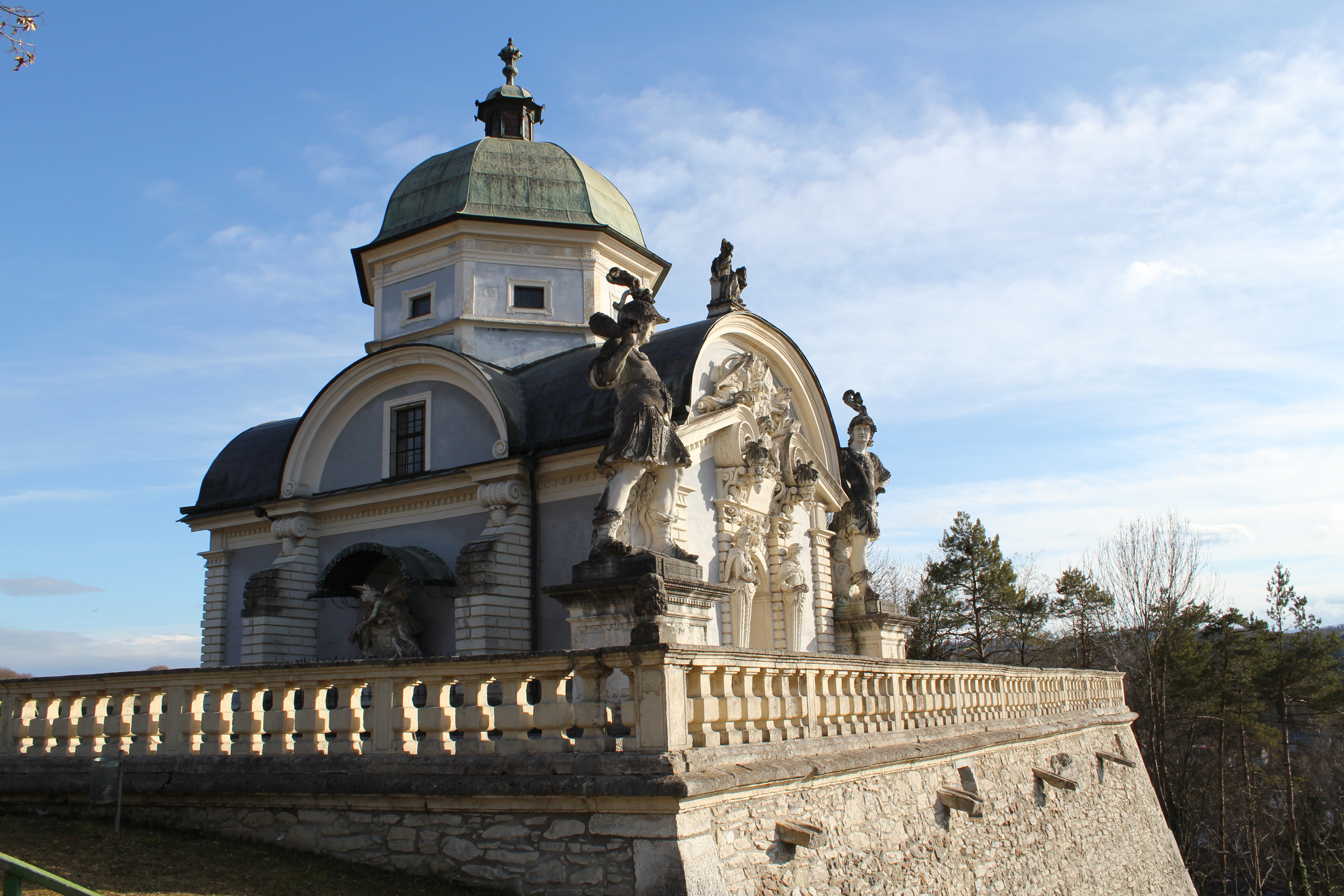
Mausoleum in Ehrenhausen

Ruprecht von Eggenberg (* 1546; † 7. Februar 1611 in Graz, Steiermark) war ein österreichischer Feldherr aus der Familie der Eggenberger.

## Leben
1543 musste Graf Georg von Schaunberg das Schloss zu Ehrenhausen samt Meierhof an Christoph von Eggenberg († 1553) aus der Radkersburger Linie der Eggenberger verkaufen. Ruprecht von Eggenberg war ein Sohn des genannten Christoph von Eggenberg und der Helene von Fieger. Ruprecht von Eggenberg war damit ein Urenkel jenes 1481 verstorbenen Hans Eggenberger, dessen Grabdenkmal an der Stadtpfarrkirche Bad Radkersburg zu sehen ist, ein Bruder jenes Bartholomäus von Eggenberg, dessen Epitaph sich in der Pfarrkirche Ehrenhausen befindet, sowie ein Vetter jenes Hans Ulrich von Eggenberg, der das Schloss Eggenberg bei Graz (nunmehr im XIV. Stadtbezirk – Eggenberg) erbauen ließ.
Ruprecht von Eggenberg entschied sich frühzeitig für eine militärische Laufbahn. 1572 trat er als Hauptmann in spanische Dienste und diente in den Niederlanden unter dem großen Feldherren Alexander Farnese, Herzog von Parma und Piacenza. Eggenberg konnte hier große Erfahrungen sammeln. Von Erzherzog Karl II. wurde Ruprecht von Eggenberg zum Erzherzoglichen Rat und zum Hauptmann des Hauptschlosses Graz ernannt. Wegen der wachsenden Türkengefahr wurde er ab 1592 als Truppenführer eingesetzt.
Am 22. Juni 1593 besiegten habsburgische Truppen unter den drei Befehlshabern Ruprecht von Eggenberg, Andreas von Auersperg und Toma Erdődy in der Schlacht bei Sissek eine türkische Übermacht unter Telli Hassan Pascha und befreiten die belagerte Festung Sisak. Im Jahr 1594 erhielt Eggenberg das Kommando über die österreichischen Truppen an der Grenze zu Kroatien und eroberte 1595 die türkische Festung Petrinia. Zum Feldobristen in Ober-Ungarn wurde Eggenberg 1596 ernannt und 1597 erfolgte die Ernennung zum General-Feld-Obrist-Feldzeugmeister. Wegen seiner Verdienste wurde Ruprecht von Eggenberg vom Kaiser schließlich im Jahre 1598 mit dem gesamten Haus Eggenberg in den Freiherrenstand erhoben. Er quittierte 1606 den Dienst und zog sich nach Graz zurück, wo er dann 1611 verstarb. Die Leistungen Ruprecht von Eggenbergs bildeten einen wesentlichen Grundstein für den weiteren Aufstieg der Familie.
In seinem Testament von 1609 hatte Ruprecht von Eggenberg festgelegt, dass er im für ihn zu errichtenden Mausoleum am Schlossberg zu Ehrenhausen beigesetzt werden solle. Gemäß seinem letzten Willen wurde er dann in dem 1693 eingeweihten Mausoleum beigesetzt. Sein Neffe und Erbe Wolf von Eggenberg (1580–1615), General-Obrist an der kroatischen Grenze und Sohn von Bartholomäus von Eggenberg und der Justine von Breuner, wurde ebenfalls dort beigesetzt.